# Менак
Мена́к (фр. Mesnac) — коммуна во Франции, находится в регионе Пуату — Шаранта. Департамент — Шаранта. Входит в состав кантона Коньяк-Нор. Округ коммуны — Коньяк.
Код INSEE коммуны — 16218.
Коммуна расположена приблизительно в 400 км к юго-западу от Парижа, в 105 км юго-западнее Пуатье, в 45 км к западу от Ангулема.

## Население
Население коммуны на 2008 год составляло 367 человек.
| 1962 | 1968 | 1975 | 1982 | 1990 | 1999 | 2008 |
| ---- | ---- | ---- | ---- | ---- | ---- | ---- |
| 270  | 282  | 252  | 256  | 326  | 332  | 367  |

## Экономика
Основу экономики составляют сельское хозяйство и виноградарство.
В 2007 году среди 225 человек в трудоспособном возрасте (15—64 лет) 160 были экономически активными, 65 — неактивными (показатель активности — 71,1 %, в 1999 году было 66,0 %). Из 160 активных работали 143 человека (88 мужчин и 55 женщин), безработных было 17 (7 мужчин и 10 женщин). Среди 65 неактивных 21 человек были учениками или студентами, 16 — пенсионерами, 28 были неактивными по другим причинам.

## Достопримечательности
- Приходская церковь Сен-Пьер (XII век)
  - Бронзовый колокол (1597 год). Высота — 56 см, диаметр — 59 см. Исторический памятник с 1943 года[3]
- Шато Менак (XVIII век)

## Фотогалерея

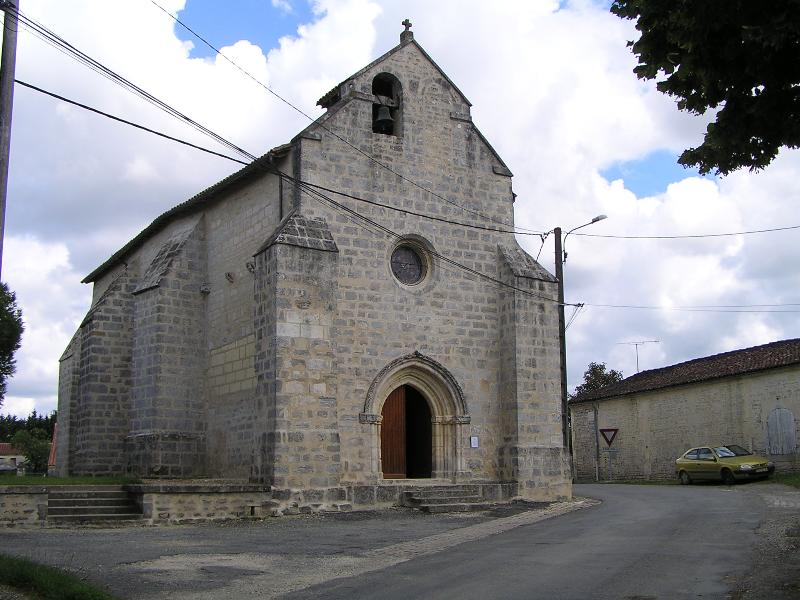
Церковь Сен-Пьер
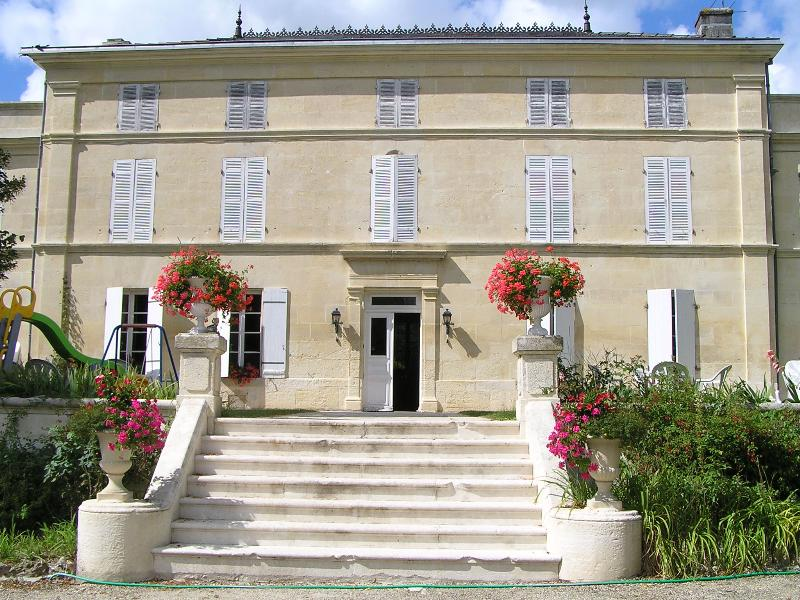
Шато Менак
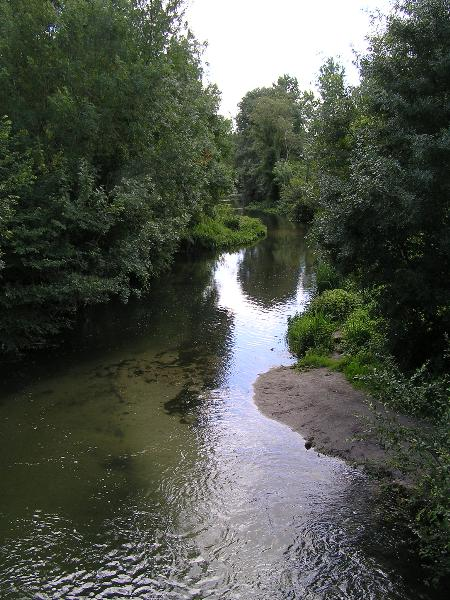
Река Антен[фр.]
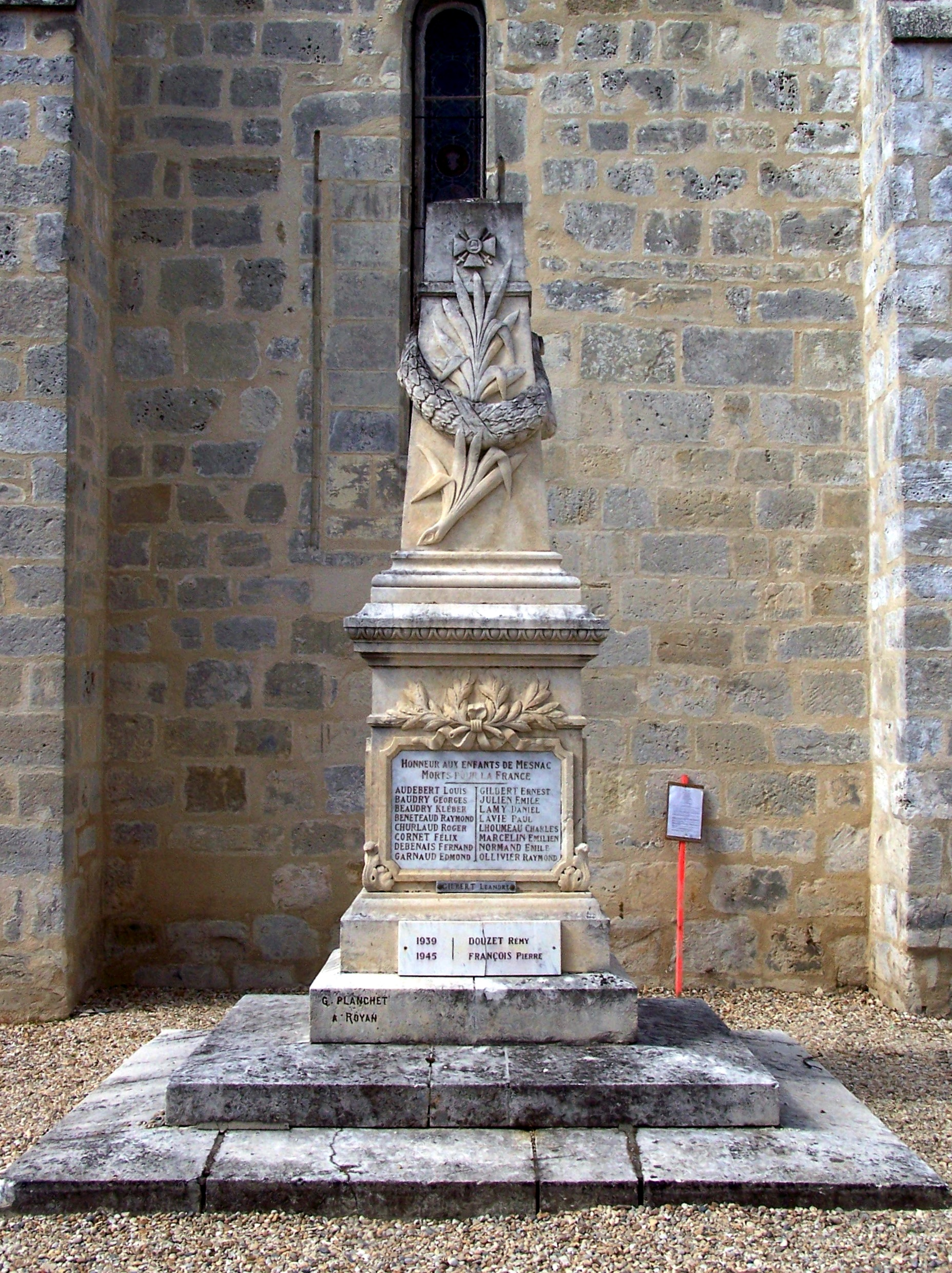
Военный мемориал